# Toyota Prius +

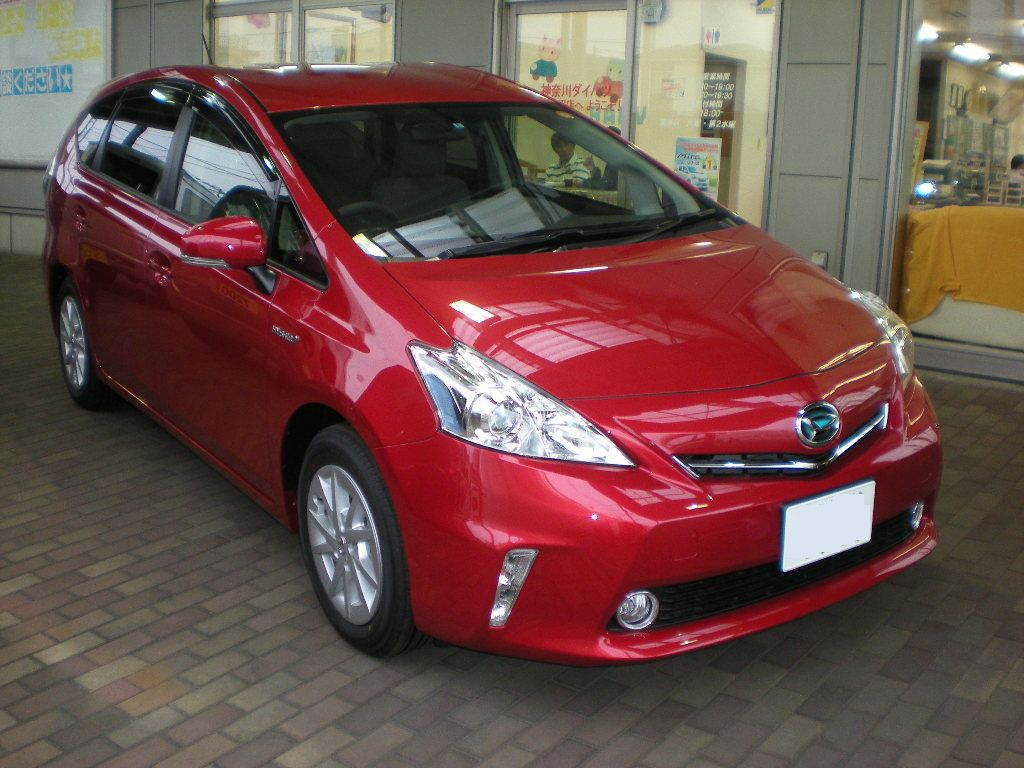
Daihatsu Mebius

Le Toyota Prius + (ZVW41), aussi connu sous les dénominations de Prius α (alpha) et Daihatsu Mebius au Japon, Prius V sur le marché nord-américain et Grand Prius+ au Benelux est un monospace produit par le constructeur automobile japonaise Toyota de 2011 à 2021. Sa présentation remonte au Salon de Detroit en janvier 2011 sous le nom de Prius V. Il est commercialisé au Japon à l'été 2011 puis sur le marché européen au printemps 2012 sous l'appellation Prius +.

## Présentation

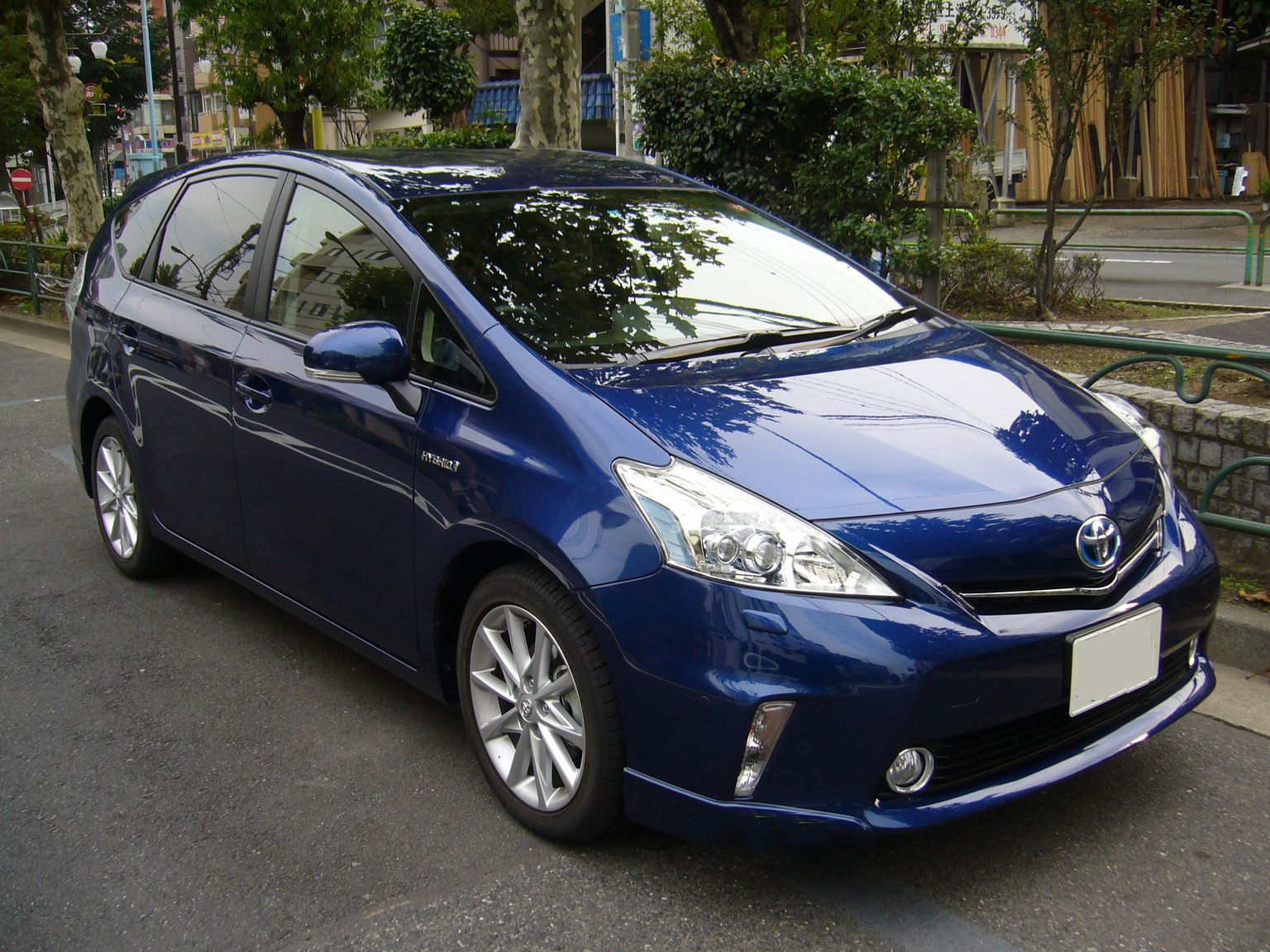
Toyota Prius +

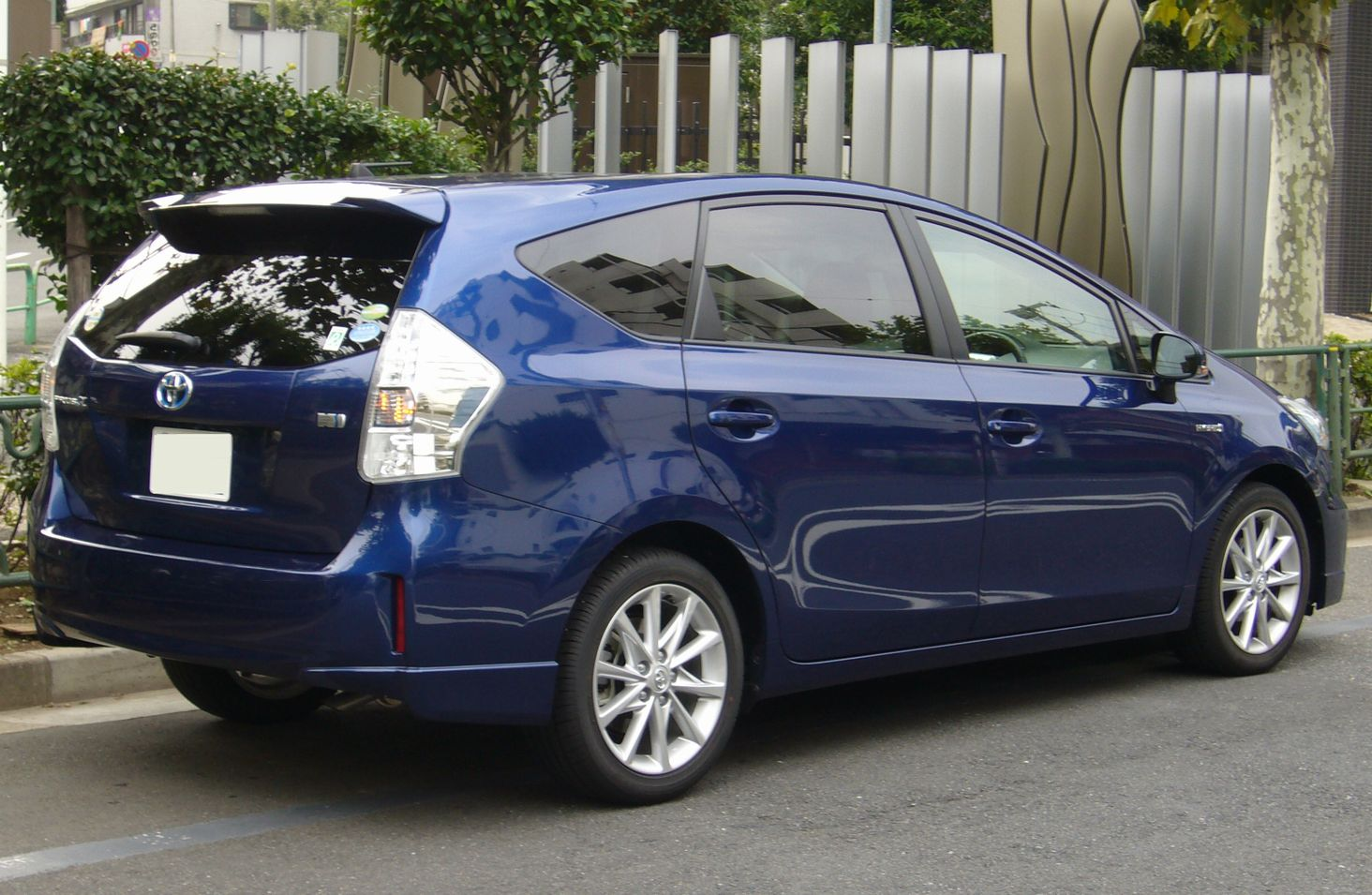
Toyota Prius +

Le Prius + permet à Toyota d'agrandir sa famille Prius avec une déclinaison monospace à 5 ou 7 places. Comme la Prius ainsi que la Sai (Lexus HS), la Prius Alpha est un modèle exclusivement vendu en version hybride essence-électrique. Son système (HSD) avec transmission E-CVT est directement issue de celle de la Prius. 
La version sept places, plus longue de 13 cm et dont le coffre affiche 200 litres en configuration 7 places et 724 litres en configuration 5 places, dispose de batteries lithium-ion, tandis que la Prius + à cinq places, au coffre porté à 535 litres, se contente de batteries nickel-métal-hydrure, moins coûteuses. En Europe, seule la version 7 places est importée, et s'avère particulièrement populaire auprès d'une clientèle de professionnels du transport de personnes (taxis, VTC).

### Phase 1
Sur cette version, le moteur thermique 1,8 litre développe 100 ch, également repris de la Prius berline, qui est combiné au moteur électrique de 57 ch, l'ensemble fournissant une puissance cumulée de 136 ch.

### Phase 2
La version restylée de la Prius+ est présentée au Mondial de l'automobile de Paris 2014 puis commercialisé en janvier 2015. Le groupe motopropulseur hybride évolue pour s’adapter à la norme antipollution Euro 6, ainsi le moteur thermique 1,8l VVT-i passe à 98 ch et le moteur électrique à 80 ch, pour une puissance cumulée de toujours 136 ch.

### Phase 3
En mai 2016, Toyota applique une mise à jour de la Prius+, avec une augmentation du recours au moteur électrique, une insonorisation optimisée et une mise à jour logicielle du système GPS "Toyota Touch 2".
La Prius+ cesse d'être produite en mars 2021.

## Finitions
- Active
- Dynamic
- Skyview
- Lounge

## Sources
- Article Caradisiac
- Site officiel Toyota Prius Alpha